# Lijst van rijksmonumenten in Hoofddorp
De plaats Hoofddorp telt 9 inschrijvingen in het rijksmonumentenregister. Hieronder een overzicht.
| Object                                                                            | Oorspronkelijke functie?  | Bouwjaar              | Architect        | Locatie                | Coördinaten?                  | Nr.?   | Afbeelding        |
| --------------------------------------------------------------------------------- | ------------------------- | --------------------- | ---------------- | ---------------------- | ----------------------------- | ------ | ----------------- |
| De Eersteling                                                                     | Industrie- en poldermolen | 1856/1977             |                  | Hoofdweg Westzijde 741 | 52° 18' 4" NB, 4° 41' 7" OL   | 18201  | Meer afbeeldingen |
| Gepleisterde boerderij, met woonhuis onder zadeldak en grote schuur onder wolfdak | Boerderij                 | tweede kwart 19e eeuw |                  | Hoofdweg 743           | 52° 18' 3" NB, 4° 41' 2" OL   | 19920  | Meer afbeeldingen |
| Hoofdvaartkerk: Nederlands Hervormde Kerk                                         | Kerk en kerkonderdeel     | 1855-1858             | Bakker           | Hoofdweg 774           | 52° 18' 8" NB, 4° 41' 19" OL  | 510062 | Meer afbeeldingen |
| Pastorie van de Nederlands Hervormde Kerk                                         | Kerkelijke dienstwoning   | 1859                  | Bakker           | Hoofdweg 772           | 52° 18' 9" NB, 4° 41' 20" OL  | 510063 | Meer afbeeldingen |
| Hillegonds Hoeve                                                                  | Boerderij                 | 1857                  |                  | Bennebroekerweg 521    | 52° 16' 56" NB, 4° 40' 12" OL | 510065 | Meer afbeeldingen |
| Oude Raadhuis                                                                     | Bestuursgebouw en onderdl | 1867                  |                  | Hoofdweg 671 en 673    | 52° 18' 19" NB, 4° 41' 29" OL | 510066 | Meer afbeeldingen |
| Polderhuis van de Haarlemmermeerpolder                                            | Bestuursgebouw en onderdl | 1913                  |                  | Marktplein 47          | 52° 18' 20" NB, 4° 41' 37" OL | 510067 | Meer afbeeldingen |
| voormalig Kantongerecht Haarlemmermeer                                            | Gerechtsgebouw            | 1911                  | Willem Metzelaar | Raadhuislaan 2 en 3    | 52° 18' 21" NB, 4° 41' 29" OL | 510068 | Meer afbeeldingen |
| De Stad Zaandam: Jan van Lijnen                                                   | Boerderij                 | waarschijnlijk 1857   |                  | IJweg 1071             | 52° 18' 42" NB, 4° 39' 38" OL | 510069 | Meer afbeeldingen |